# Škofija Treviso
Škofija Treviso (latinsko Dioecesis Tarvisina) je ena izmed škofij Rimskokatoliške cerkve v Italiji, katere sedež se nahaja v Trevisu.

## Zgodovina
Škofija je bila ustanovljena v 4. stoletju.

## Organizacija
Škofija je trenutno del Metropolije Benetke.
Zajema površino 2.194 km², ki je razdeljena na 265 župnij.